# Hermitova kubika

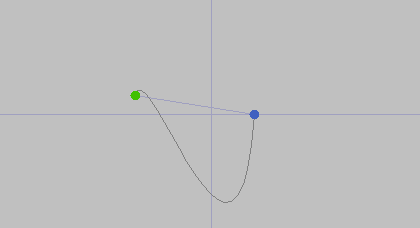
Příklad užití Hermitovy kubiky

Hermitovy polynomy

Hermitova kubika (též kubická Hermitova interpolace) je v numerické analýze spline křivka třetího řádu.
Jsou-li známé dva řídící body a jejich tečné vektory, můžeme použít Hermitovu interpolaci a nalézt tzv. Hermitovu kubiku. Poloha této křivky je tedy určena dvěma řídícími body a její tvar závisí na velikosti a směru jejich tečných vektorů. Této interpolace se využívá např. v c1 interpolaci, která je představitelem interpolace po obloucích.